# Inside No. 9
Inside No. 9 é uma série de televisão antológica britânica que foi ao ar pela primeira vez em 2014. É escrita por Reece Shearsmith e Steve Pemberton e produzida pela BBC. Cada episódio conta uma história independente com personagens e cenários distintos. Além disso, cada episódio conta com um elenco diferente, permitindo que a série atraia vários atores conhecidos. Pemberton e Shearsmith se inspiraram em um episódio de Psychoville para criar Inside No. 9. Este episódio foi, por sua vez, inspirado em Rope de Alfred Hitchcock.
Os temas e o tom variam de episódio para episódio, mas todos têm elementos de comédia e terror ou humor perverso, além de uma reviravolta na história. A primeira temporada foi exibida em 2014 e contou com seis episódios regulares e um episódio especial exibido apenas na internet. A segunda temporada, mais uma vez composta por seis episódios, foi exibida em 2015. A terceira começou com um especial de Natal em dezembro de 2016, seguido por mais cinco episódios a partir de fevereiro de 2017. A quarta temporada veio em 2018. Houve um especial de Halloween em 2018, e a quinta temporada foi exibida em 2020. Em 9 de março de 2020, a BBC anunciou que havia encomendado mais duas temporadas do programa.
A série como um todo foi muito bem recebida pela crítica, que elogiou o humor e a criatividade dos roteiros, assim como o talento dos atores apresentados. Os críticos o descreveram como "nunca menos que cativante" e "consistentemente atraente", particularmente pelos episódios "A Quiet Night In", "The 12 Days of Christine" e "The Riddle of the Esfinge". Inside No. 9 ganhou o prêmio Sketch and Comedy no 35º Banff World Media Festival, e ganhou o prêmio de comédia na cerimônia de 2016 do Rose d'Or. Foi nomeado para o prêmio de Melhor Sitcom no Freesat TV Awards 2014, o prêmio de Melhor Programa Original da revista Broadcast e para Melhor Novo Programa de Comédia e Melhor dramédia no British Comedy Awards de 2014. Nos prêmios Comedy.co.uk, foi eleita a "Melhor Comédia de Drama para TV" em 2014, 2015, 2016 e 2017, e foi nomeada "Comédia do Ano" em 2017 e 2018.

## Elenco
| 1° Temporada | 2° Temporada | 3° Temporada | 4° Temporada | Especial de Halloween           | 5° Temporada |
| --- | --- | --- | --- | ------------------------------- | --- |
| 1. "Sardines" - Katherine Parkinson - Tim Key - Luke Pasqualino - Ophelia Lovibond - Anne Reid - Julian Rhind-Tutt - Anna Chancellor - Marc Wootton - Ben Willbond - Timothy West 2. "A Quiet Night In" - Denis Lawson - Oona Chaplin - Joyce Veheary - Kayvan Novak 3. "Tom & Gerri" - Gemma Arterton - Conleth Hill 4. "Last Gasp" - Lucy Hutchinson - Sophie Thompson - David Bedella - Tamsin Greig - Adam Deacon 5. "The Understudy" - Lyndsey Marshal - Julia Davis - Rosie Cavaliero - Roger Sloman - Di Botcher - Richard Cordery - Bruce Mackinnon - Jo Stone-Fewings 6. "The Harrowing" - Aimee-Ffion Edwards - Helen McCrory - Poppy Rush - Sean Buckley | 1. "La Couchette" - Julie Hesmondhalgh - Mark Benton - Jessica Gunning - Jack Whitehall - George Glaves 2. "The 12 Days of Christine" - Sheridan Smith - Tom Riley - Stacy Liu - Michele Dotrice - Jessica Ellerby - Paul Copley - Joel Little - Dexter Little 3. "The Trial of Elizabeth Gadge" - David Warner - Ruth Sheen - Sinead Matthews - Jim Howick - Trevor Cooper - Paul Kaye 4. "Cold Comfort" - Jane Horrocks - Nikki Amuka-Bird - Tony Way - Edward Easton - Vilma Hollingbery - Kath Hughes - James Meehan - Vicky Hall 5. "Nana's Party" - Christopher Whitlow - Claire Skinner - Eve Gordon - Elsie Kelly - Lorraine Ashbourne 6. "Seance Time" - Sophie McShera - Alison Steadman - Dan Starkey - Cariad Lloyd - Alice Lowe - Caden-Ellis Wall | 1. "The Devil of Christmas" - Rula Lenska - Jessica Raine - George Bedford - Derek Jacobi - Cavan Clerkin - Naz Osmanoglu 2. "The Bill" - Philip Glenister - Jason Watkins - Ellie White - Callum Coates 3. "The Riddle of the Sphinx" - Alexandra Roach 4. "Empty Orchestra" - Tamzin Outhwaite - Sarah Hadland - Javone Prince - Emily Howlett - Rebekah Hinds 5. "Diddle Diddle Dumpling" - Keeley Hawes - Mathew Baynton - Danny Baker - Rosa Strudwick 6. "Private View" - Fiona Shaw - Morgana Robinson - Felicity Kendal - Peter Kay (sem créditos) - Montserrat Lombard - Johnny Flynn - Muriel Gray | 1. "Zanzibar" - Jaygann Ayeh - Rory Kinnear - Bill Paterson - Marcia Warren - Hattie Morahan - Helen Monks - Tanya Franks - Kevin Eldon 2. "Bernie Clifton's Dressing Room" - Sian Gibson 3. "Once Removed" - Nick Moran - Monica Dolan - Emilia Fox - David Calder - Rufus Jones 4. "To Have and To Hold" - Nicola Walker - Miranda Hennessy - Magdalena Kurek - Tom Mulheron 5. "And the Winner Is..." - Kenneth Cranham - Fenella Woolgar - Zoe Wanamaker - Noel Clarke - Phoebe Sparrow 6. "Tempting Fate" - Weruche Opia - Nigel Planer - Ruben Cryer | 1. "Dead Line" - Stephanie Cole | 1. "The Referee's a W***er" - David Morrissey - Steve Speirs - Ralf Little - Dipo Ola 2. "Death Be Not Proud" - Jenna Coleman - Kadiff Kirwan - Sarah Solemani - David Bamber 3. "Love's Great Adventure" - Debbie Rush - Gaby French - Bobby Schofield - Olly Hudson-Croker 4. "Misdirection" - Fionn Whitehead - Jill Halfpenny - Tom Goodman-Hill 5. "Thinking Out Loud" - Maxine Peake - Phil Davis - Ioanna Kimbook - Sandra Gayer - Sara Kestelman 6. "The Stakeout" - Rebecca Callard - Malik Ibheis |

## Episódios
| Temporada | Temporada | Episódios | Episódios | Originalmente exibido  | Originalmente exibido  |
| Temporada | Temporada | Episódios | Episódios | Estreia da temporada   | Final da temporada     |
| --------- | --------- | --------- | --------- | ---------------------- | ---------------------- |
|           | 1         | 6         | 6         | 5 de fevereiro de 2014 | 12 de março de 2014    |
|           | 2         | 6         | 6         | 26 de março de 2015    | 29 de abril de 2015    |
|           | 3         | 6         | 6         | 27 de dezembro de 2016 | 21 de março de 2017    |
|           | 4         | 6         | 6         | 2 de janeiro de 2018   | 6 de fevereiro de 2018 |
|           | Especial  | Especial  | Especial  | 28 de outubro de 2018  | 28 de outubro de 2018  |
|           | 5         | 6         | 6         | 3 de fevereiro de 2020 | 9 de março de 2020     |